# Metalopha gloriosa
Metalopha gloriosa är en fjärilsart som beskrevs av Otto Staudinger 1891. Metalopha gloriosa ingår i släktet Metalopha och familjen nattflyn. Inga underarter finns listade i Catalogue of Life.